# مفضل بن مهلهل
أبو عبد الرحمن مفضل بن مهلهل السعدي الكوفي، من أئمة الحديث وهو ثقة ثبت فاضل، من أقران الثوري، قال أحمد العجلي: كان ثقة ثبتا، صاحب سنة وفضل وفقه. توفي سنة سبع وستين ومائة.

## روايته للحديث النبوي
- حدث عن: منصور، وبيان بن بشر، ومغيرة، والأعمش، ونحوهم.[1]
- حدث عنه: حسين الجعفي، وأبو أسامة، ويحيى بن آدم، والحسن بن الربيع وآخرون.[1]

## ثناء العلماء عليه
- أبو بكر البزار: ثقة.
- أبو حاتم الرازي: صدوق ثقة.
- أبو حاتم بن حبان البستي: كان من العباد الخشن ممن يفضل على الثوري، لست أحفظ له عن تابعي سماعا ولست أنكر أن يكون سمع من أبي خالد والأعمش.
- أبو زرعة الرازي: صدوق ثقة.
- أبو عوانة الإسفراييني: كان من النبلاء.
- أحمد بن حنبل: رجل صالح.
- أحمد بن شعيب النسائي: ثقة.
- أحمد بن صالح الجيلي: ثقة ثبت صاحب سنة وفضل وفقه ثبت في الحديث.
- ابن حجر العسقلاني: ثقة ثبت نبيل عابد.
- الذهبي: إمام عابد ورع قانت صدوق.
- علي بن المديني: ثقة.
- محمد بن سعد كاتب الواقدي: ثقة.
- يحيى بن معين: ثقة.[3]